# ДОТ № 581 (КиУР)

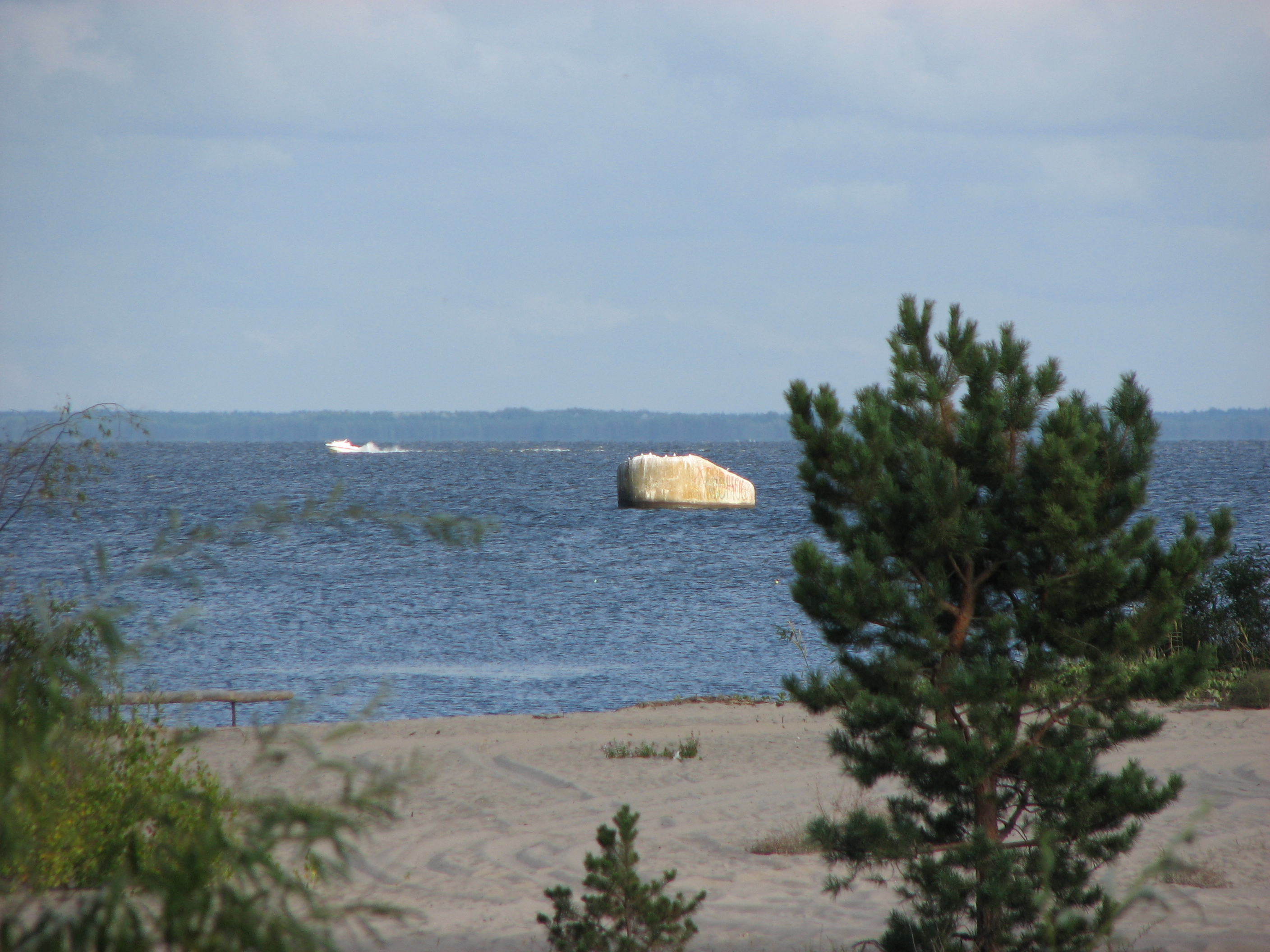
ДОТ № 581

ДОТ № 581 — долговременная огневая точка, входившая в первую линию обороны Киевского укрепрайона. Сейчас затоплен водами Киевского водохранилища, находится в 90 метрах от берега.

## Конструкция
Сооружение построено в период 1929 - 1935 годов на северном участке обороны Киева непосредственно в глубине обороны укрепрайона. ДОТ имеет один этаж и четыре пулемётных амбразуры в бронеколпаке для одного станкового пулемёта, его класс стойкости «М2», то есть он способен выдержать 1 попадание 152-мм гаубицы.

## Служба

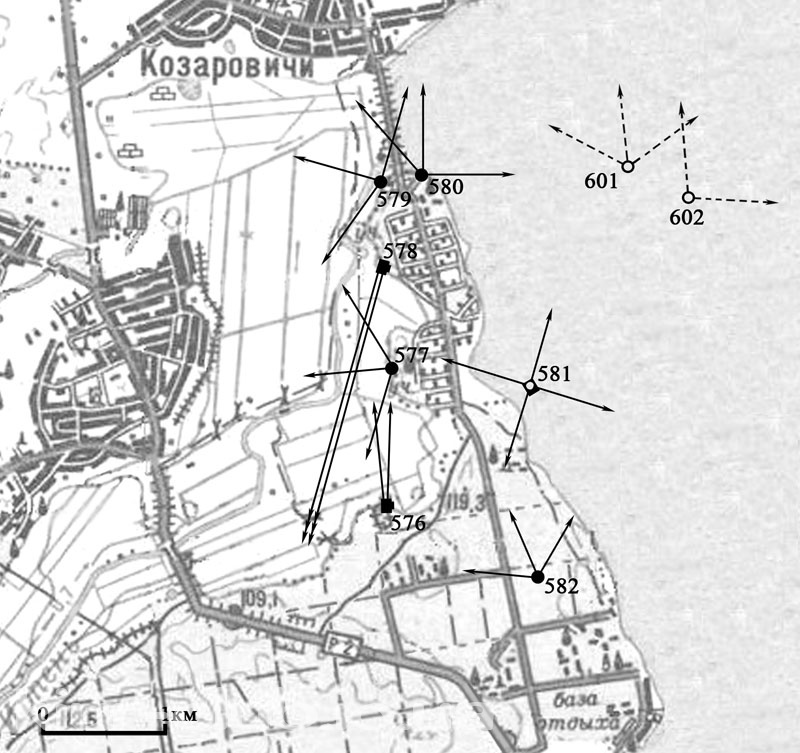
ДОТ № 581 в системе обороны 21-го БРО КиУР

Фортификационное сооружение приняло участие в Отечественной войне и организационно входило в 21-й батальонный район обороны (БРО) КиУР, прикрывающего участок Козаровичи. Гарнизон сооружения состоял из бойцов 161-го отдельного пулемётного батальона КиУР.
Вплоть до 24-25 августа 1941 г. находился в тыловой зоне вдали от линии фронта. Во время второго штурма КиУР, начавшегося 16 сентября 1941 года, ДОТ № 581 имел боевой контакт с противником начиная с рассвета 18 сентября, когда 296-я пехотная дивизия, поддержанная артиллерией 71-й пехотной дивизии, начала активные действия на данном участке. К полудню противник захватил оборонительное сооружение. Днём 18 сентября войска советской 37-й армии начинают отход из Киева по приказу командования.

## Настоящее время
На обочине дороги есть указатель к берегу, откуда виден ДОТ. Бронеколпак был срезан мародёрами в послевоенное время.

## Галерея

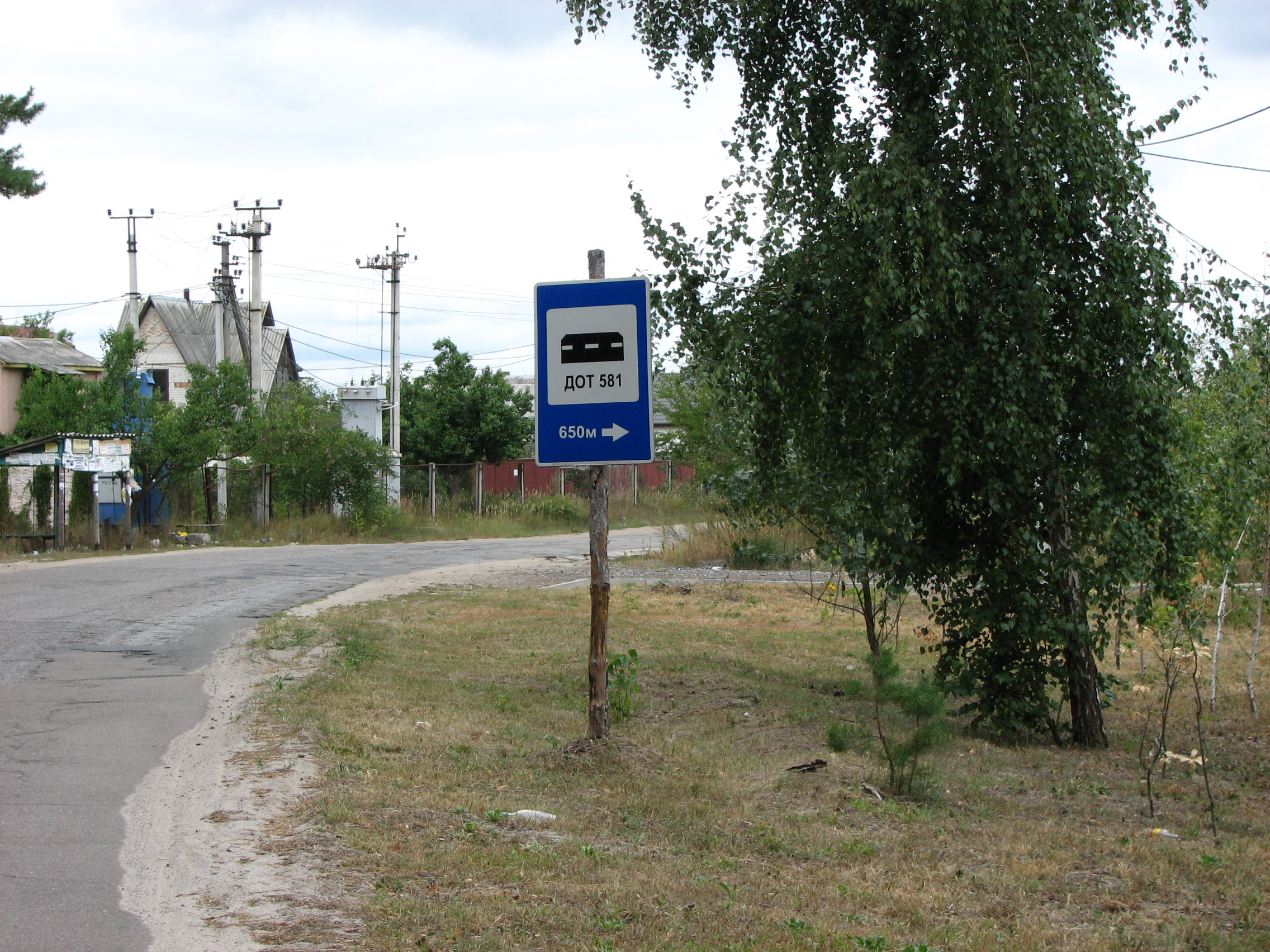
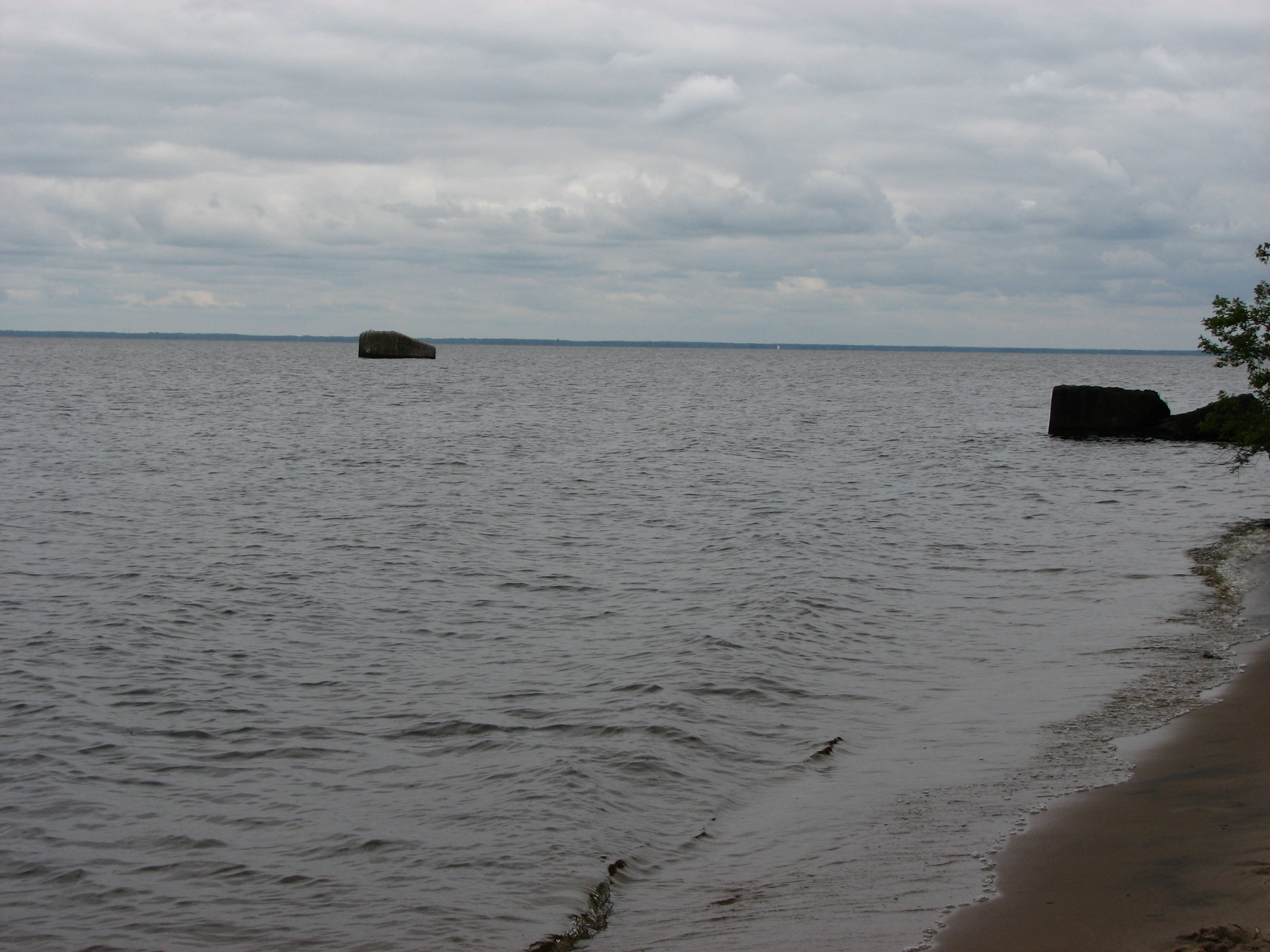
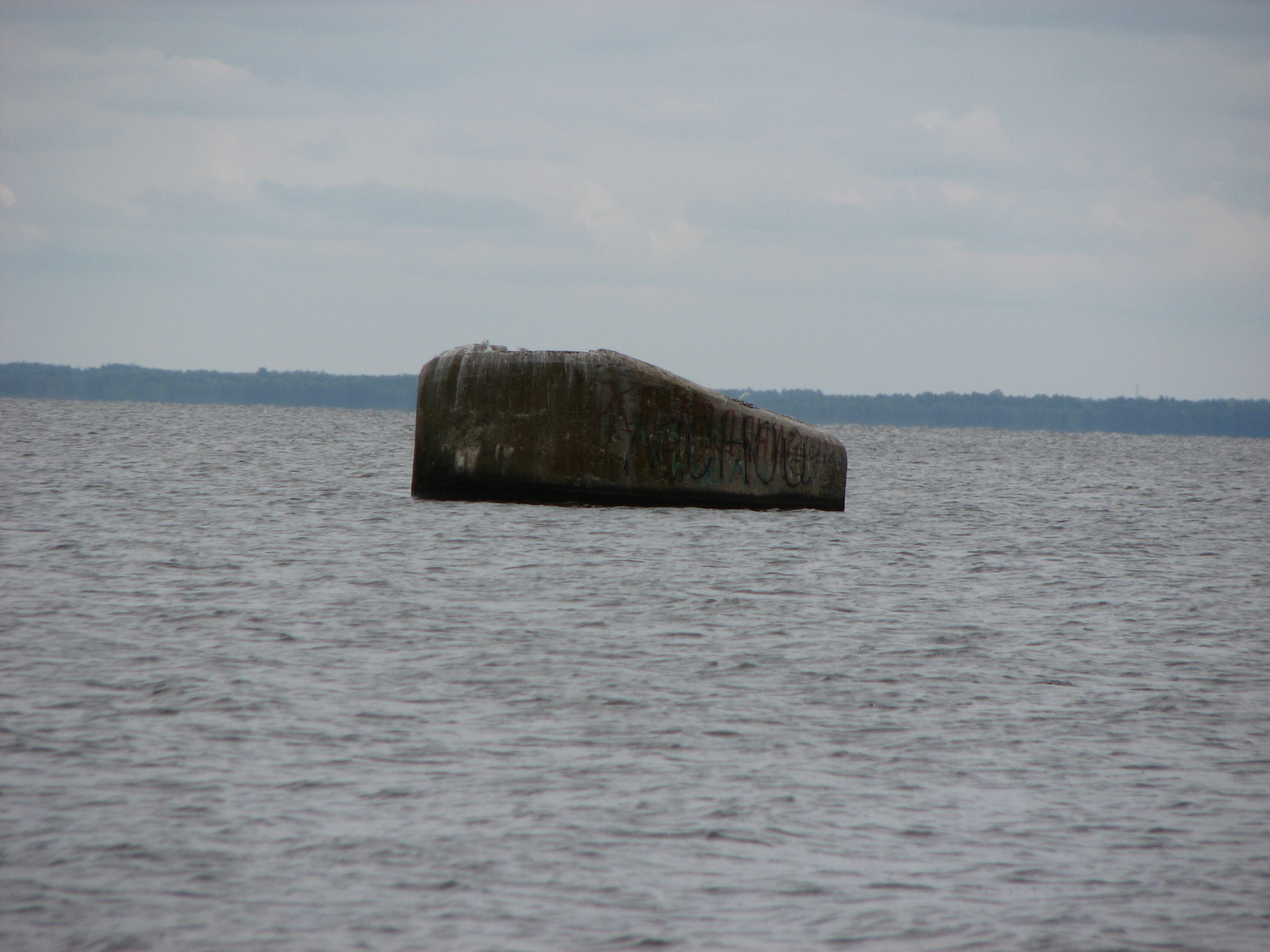
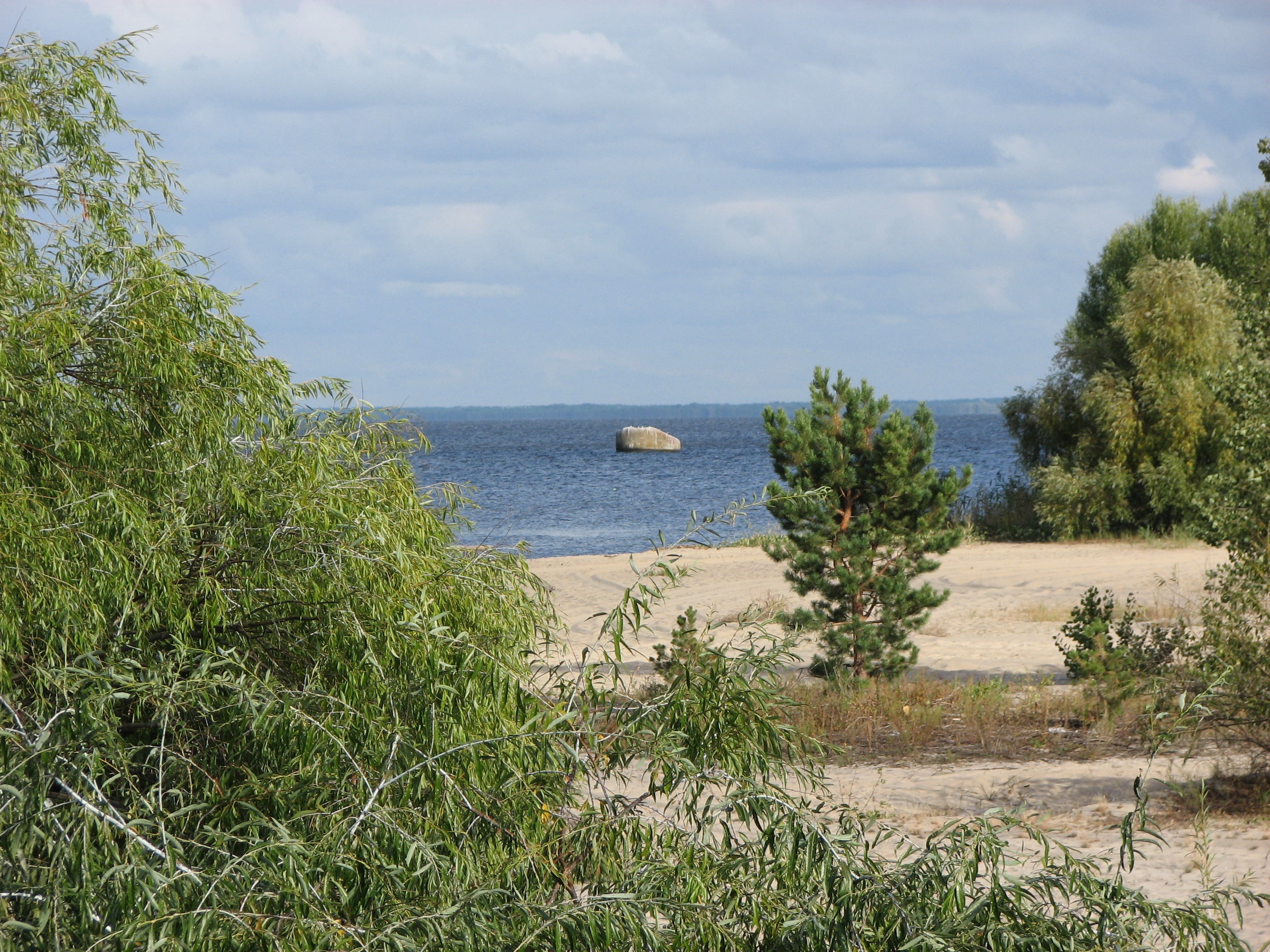